# شرکت صنایع هواپیماسازی چانگه
شرکت صنایع هواپیماسازی چانگه (CAIC) (چینی: 昌河飞机工业(集团)有限责任公司) یک تولیدکننده و تأمین کننده هلیکوپتر چینی برای ارتش چین است. این شرکت یکی از اعضای شرکت صنعت هوانوردی چین (AVIC) است. چانگه در شهر جینگدیجن در استان جیانگشی مستقر است. ۴۳۰۰ کارمند این شرکت در دو کارخانه تولیدی با ۱٫۲۹ میلیون متر مربع و ۰٫۲۲ میلیون متر مربع مساحت ساخت و ساز، مشغول به فعالیت هستند. چانگه یک شرکت سرمایه‌گذاری مشترک با هلیکوپترسازی آگوستا (شرکت هلیکوپترسازی جیانگشی چانگه-آگوستا، با مسئولیت محدود) بوده و با شرکت هواپیماسازی سیکورسکی رابطه دارد. شرکت تابعه آن، کارخانه ماشین‌سازی چانگه، یک شرکت خودروسازی بزرگ در چین است.

## همچنین ببینید
- شرکت صنعت هوانوردی چین (AVIC)
- گروه صنعت هواپیمای چنگدو
- شرکت هواپیماسازی هاربین
- شرکت صنعت هوانوردی هانگدو
- شرکت هواپیماسازی شانشی
- شرکت هواپیماسازی شنیانگ
- شرکت صنایع هواپیماسازی شیان

## مطالعه بیشتر
- Medeiros, Evan S.; Cliff, Roger; Crane, Keith; Mulvenon, James C. (2005). A New Direction for China's Defense Industry. Rand Corporation. ISBN 978-0-8330-4079-4.